# Speeltuin

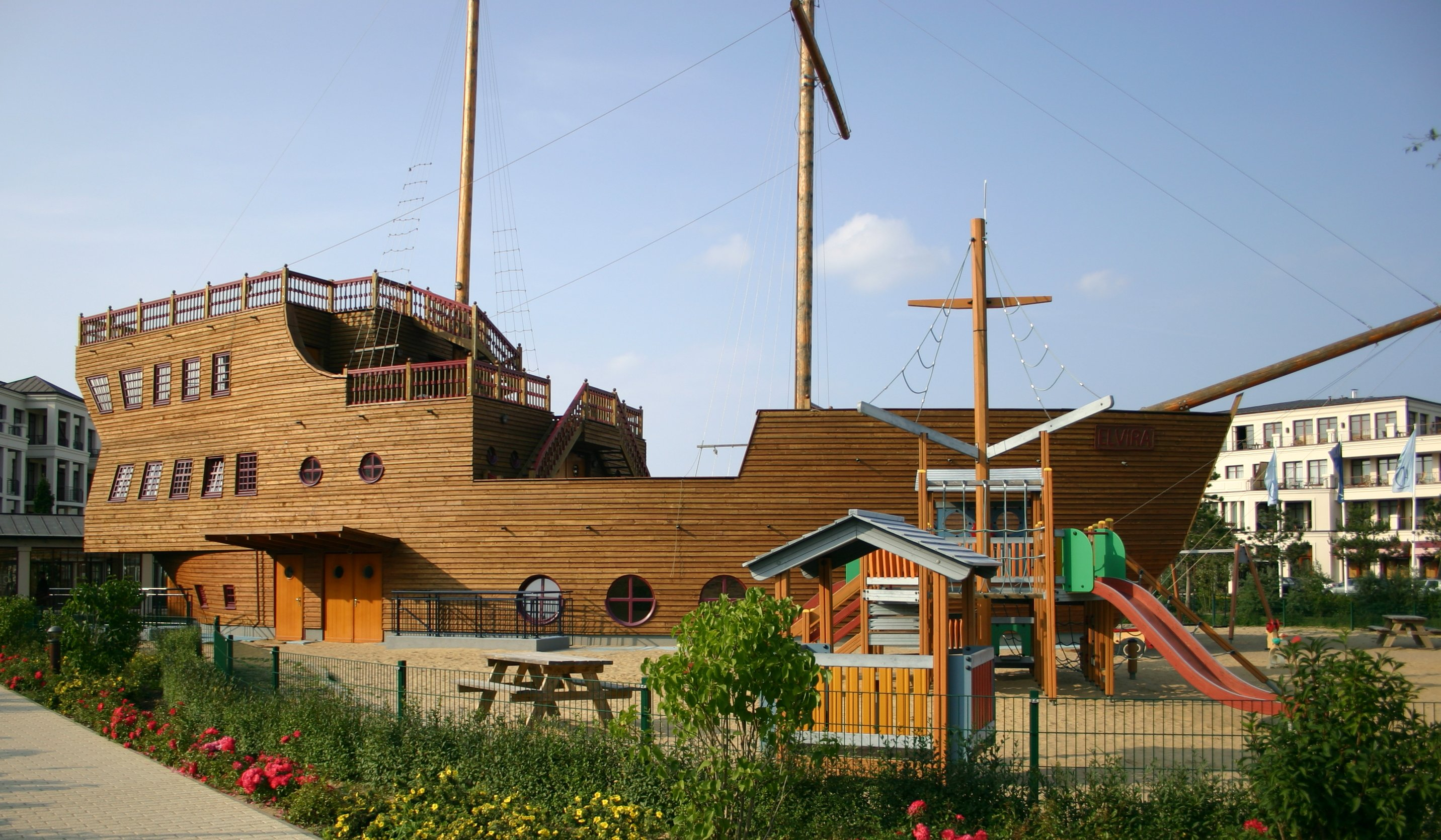
Een klimspeeltuig in de vorm van een zeilboot

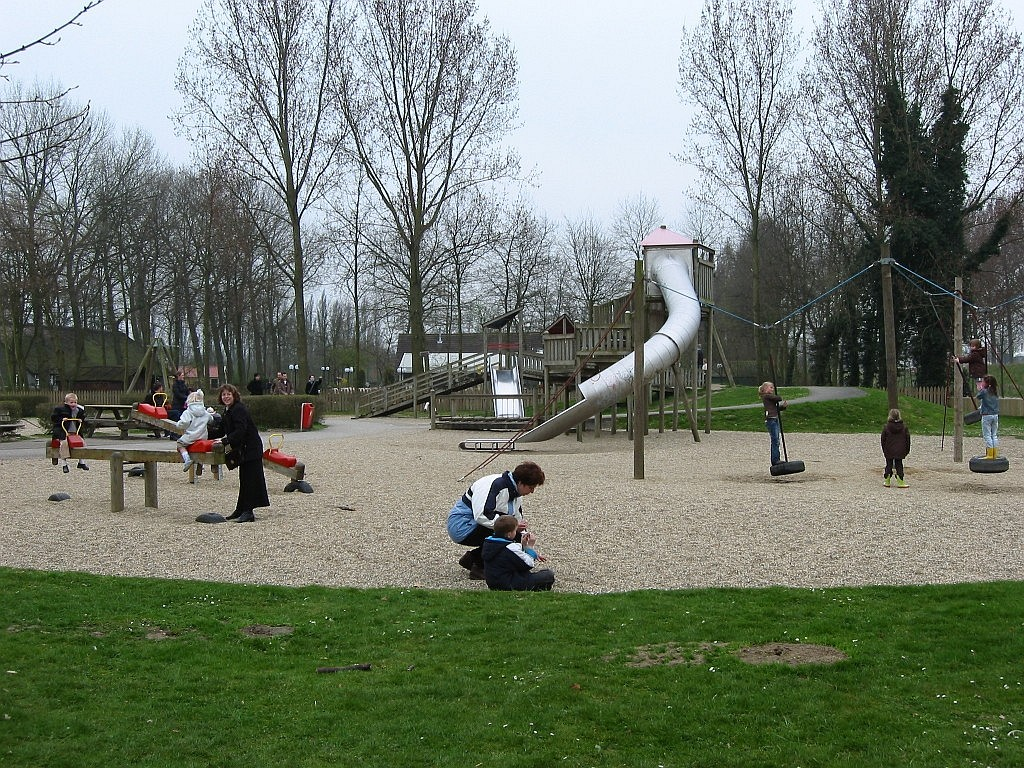
Een speeltuin met diverse speeltoestellen

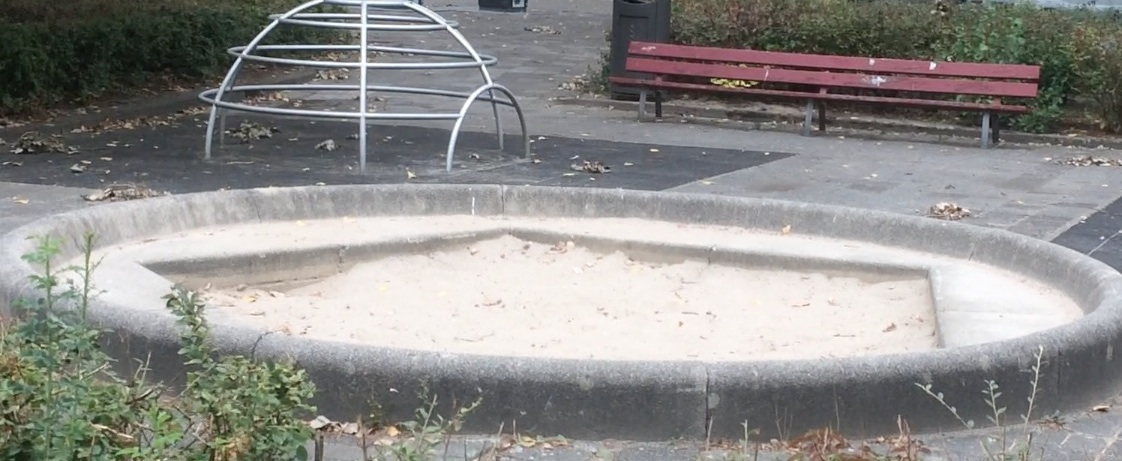
Architect Aldo van Eyck ontwierp na de oorlog honderden speeltuinen voor de gemeente Amsterdam, waaronder deze in Osdorp

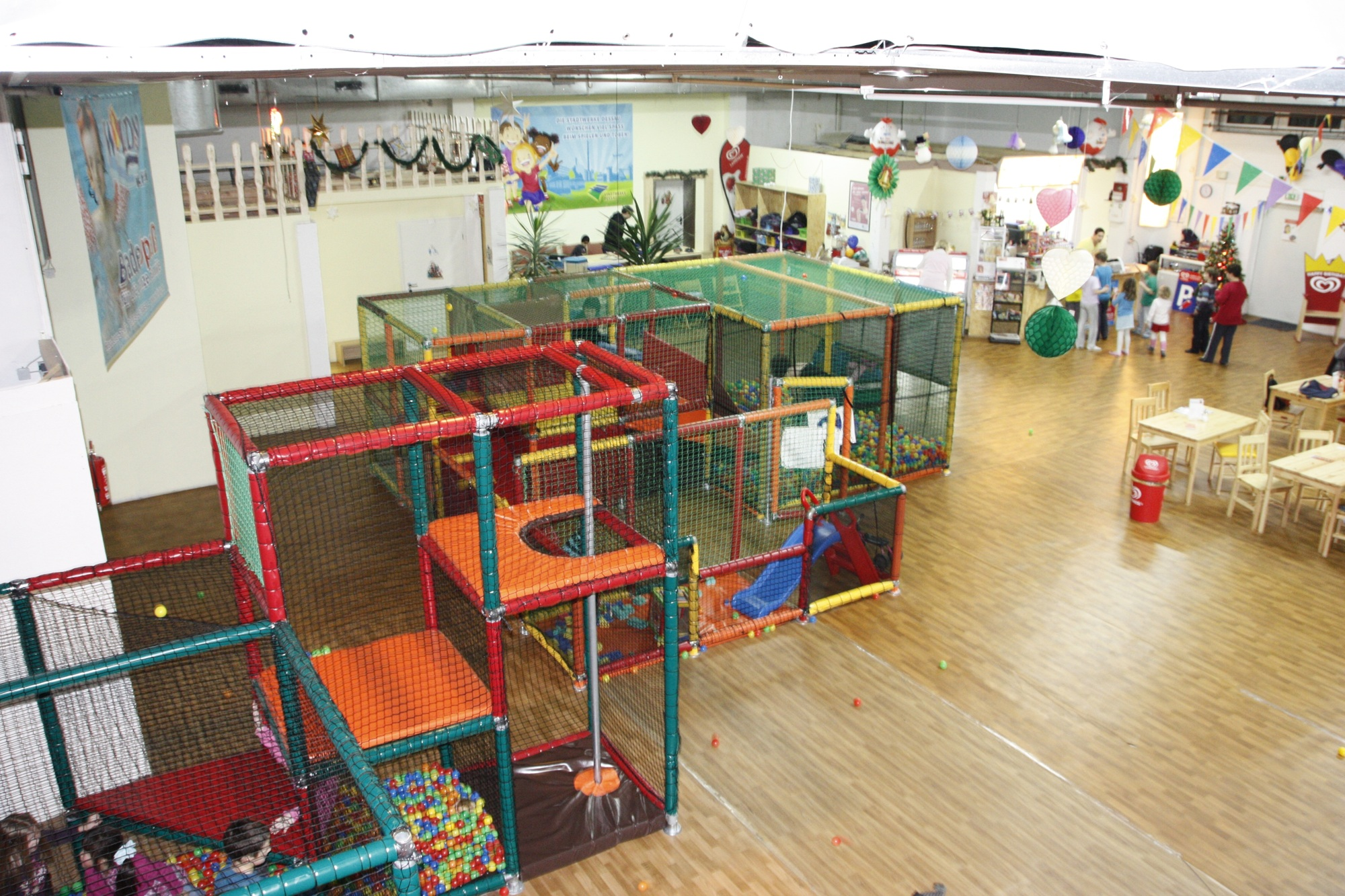
Een binnenspeeltuin

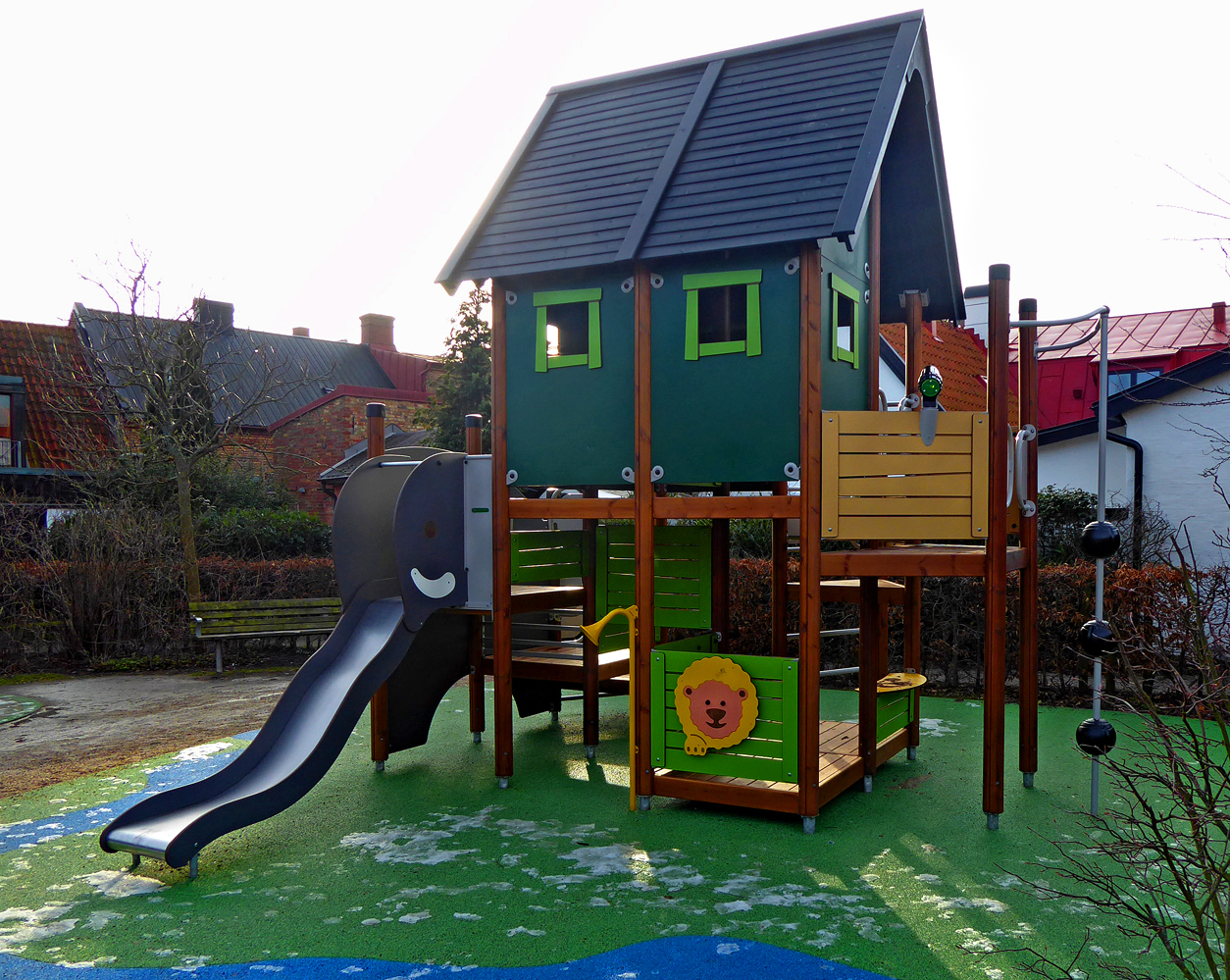
Een speelmodule op een speeltuin in Ystad 2019, de gele trechter is verbonden met een soortgelijke aan de andere kant, zodat de kinderen met elkaar kunnen praten, ook is er een spotlight om op te schijnen, het kleurrijke oppervlak is zacht rubberasfalt.

Een speeltuin of speelplaats is een plek waar kinderen kunnen spelen en die is voorzien van toestellen voor sport en spel. 

## Oorspronkelijke betekenis
Van oudsher heeft het woord speeltuin of speelhof in Nederland de betekenis van lusthof: doorgaans een combinatie van een siertuin en een nutstuin die voor een bredere (boven)laag van de stadsbevolking betaalbaar was dan de (veel) grotere buitenplaats. De nutstuin bestond vaak uit een moestuin met een boomgaard. Er werden groenten, kruiden en fruit geteeld. Bij de speeltuin bevond zich vaak een tuinhuis voor onderdak. Als zodanig is het woord speeltuin echter niet meer bekend.

## Geschiedenis
De geschiedenis van speeltuinverenigingen gaat terug tot het einde van de negentiende eeuw, toen in de gegoede burgerij het idee ontstond dat het goed was om ook aan kinderen uit arme, vaak krap behuisde gezinnen mogelijkheden voor bewegingsspel te bieden. In de jaren-1880 werden in een aantal steden speeltuinen gesticht maar ze raakten bij gebrek aan toezicht en onderhoud spoedig in verval. De Amsterdamse scheepsbeschieter of boordtimmerman, Uilke Jans Klaren, beter bekend als Vader Klaren, trok de conclusie dat de arbeidersbeweging zelf moest zorgen voor volksspeeltuinen. In 1900 stichtte hij de Oosterspeeltuin die geheel door de arbeiders uit de Czaar Peterstraat werd gebouwd. Dit voorbeeld vond navolging en stond aan de basis van het landelijke volks-speeltuinwerk. Vader Klaren wordt in en buiten Amsterdam, tot in Winschoten aan toe, nog altijd geëerd met een feestelijke Vader Klarendag om zijn pionierswerk.

## Soorten speeltuinen
Er zijn zowel buitenspeeltuinen als binnenspeeltuinen. Daarnaast onderscheidt men openbare (vaak gemeentelijke) speeltuinen en verenigingsspeeltuinen. Verder is er ook nog het schoolplein.
Verenigingsspeeltuinen worden doorgaans verzorgd door organisaties van vrijwilligers uit de omliggende wijk, tegenwoordig vooral met het idee een veilige en uitdagende speelplek te bieden. Daarom zijn de meeste ook omheind en alleen open als er toezicht van vrijwilligers is. Vaak wordt een min of meer symbolische entreeprijs gevraagd. Veel speeltuinverenigingen zijn in Nederland aangesloten bij een landelijke koepel-organisatie, de Nuso. Als initiatiefnemer van de Nederlandse speeltuinbeweging geldt Uilke Jans Klaren.
In Vlaanderen bestaat daarvoor het door de overheid gesubsidieerde en gecontroleerde speelpleinwerk. Tegenwoordig worden ze meestal opgericht omdat er in de sterk verstedelijkte omgeving weinig andere speelruimte is.
Speeltuinen zijn soms gemaakt om toeristen (met name dagjesmensen) te trekken, zoals bij wegcafés en uitspanningen. Ook dierentuinen en openluchtmusea hebben vaak een speeltuin voor gezinnen met jonge kinderen. Hier kunnen deze kinderen spelen terwijl de rest van het gezin de rest van de dierentuin of het openluchtmuseum kunnen bezoeken. Deze speeltuin is vaak te vinden bij het restaurant. Daarnaast hebben ook vrijstaande restaurants en pannenkoekenhuizen vaak een speeltuin in hun tuin, zodat ook hier kinderen kunnen spelen terwijl de rest van het gezin nog zit te eten.
Worden de attracties groter, zoals een achtbaan, dan spreekt men van een pretpark.
De grootste speeltuin van Europa is Linnaeushof in het Nederlandse Bennebroek. Deze speeltuin omvat 350 speeltoestellen en heeft ook nog een grote binnenspeeltuin.

## Natuurlijk spelen
Onder de noemer natuurlijk spelen worden speeltuinen zo ingericht dat er meer beroep wordt gedaan op de creativiteit en verantwoordelijkheid van de spelende kinderen, en wel met toepassing van natuurlijke, ecologisch verantwoorde, duurzame spelmaterialen. Kinderen leren zo onder andere op natuurlijke wijze met (hun eigen) grenzen om te gaan. Losse speelelementen kunnen dan bestaan dan uit losliggende takken waarmee zelf gebouwd kan worden. Ook neemt vaak water een prominente plaats in binnen zo'n speelterrein met de aanwezigheid van een waterpomp of een waterplas. Verder valt te denken aan glooiend terrein, begroeiing met planten met daarin 'olifantenpaadjes', klimbomen, of het laten liggen van een gerooide boom. Bij deze tendens van natuurlijk spelen worden rubbertegels bij voorkeur niet toegepast en worden doornenstruiken of brandnetels niet per se gewied. Verdere aankleding is vaak bijpassend in de natuur met houten hekwerk of een houten schuur/gebouw. Met het 'vergroenen' van de traditionele speelpleinen wordt er met natuurlijke objecten zoals planten, heggen, bosschages en dergelijke een zich voortdurend dynamisch ontwikkelend beeld gecreëerd.
Typische spelmaterialen voor natuurlijk spelen zijn:
- boomtakken
- keien
- stapstenen brug ('stepping stones')
- boomstronken
- boomstammetjes
- houten speeltoestellen
- natuurlijk gebruik van de omgeving: terughoudend herinrichten
- waterpomp

Natuurlijke speelterreinen worden zowel in rurale als in urbane omgevingen gebouwd. Aanleg gebeurt vaak in samenwerking met een landschapsarchitect.

## Speeltoestellen
Veelvoorkomende traditionele speeltoestellen zijn:
- draaimolen
- glijbaan
- klimrek
- schommel
- veertoestel (ook wipkip genoemd)
- wip
- zandbak
- rekstok